# Dragonheart: A New Beginning
Dragonheart: A New Beginning (br/pt: Coração de Dragão - Um Novo Começo) é um filme estadunidense lançado diretamente em vídeo no ano de 2000. É uma sequência do filme Dragonheart de 1996. O filme é dirigido por Doug Lefler e estrela Christopher Masterson, Harry Van Gorkum, e a voz de Robby Benson.

## Enredo
A história começa aproximadamente um ano após a morte de Sir Bowen, protagonista do filme anterior, que, no último ano de sua vida, visitou a caverna-casa de seu amigo Draco, morto há muito tempo, e lá ele descobre um ovo de dragão. Ele levou o ovo para um mosteiro onde vivia seu amigo, o irmão monge Gilbert. Os frades do mosteiro se comprometeram a esconder o dragão, com Frei Pedro protegendo-o e ensinando-o por 20 anos. Mais tarde, antes de Frei Pedro morrer, a tarefa de cuidar do dragão é passada para um frade jovem e ingênuo chamado Mansel.
Um garoto órfão chamado Geoff, que sonha em um dia se tornar um cavaleiro como Bowen, vive no mosteiro, fazendo tarefas domésticas, mas ele truques Mansel em trabalho manual e descobre o Drake escondido. Na primeira Geoff tem medo, mas percebe Drake é mais medo dele. Posteriormente, eles se tornam amigos, e Geoff chama Drake para o aberto.
Durante este tempo, dois cidadãos chineses, que parece ser um homem frágil e velho e seu neto, entrar no reino e pedir Frei Pedro de Drake para cumprir uma profecia conhecida afirmando que "o coração de um dragão irá humanidade desgraça quando um cometa bicaudal brilhou em o céu da noite ". Temendo que o coração de Drake é o coração da profecia, que desejam matá-lo. Enquanto isso, o Rei faz um homem misterioso chamado conselheiro sua Ozric e compromete-se Ozric para unir o reino sob o código antigo, mas corrompe-lo, forçando cada status de cidadão de usar uma determinada cor de túnica.
Enquanto Geoff está reclamando sobre esta nova lei, ele e Drake são surpreendidos por alguns provocadores, e Drake é forçado a tomar o seu primeiro voo. Durante isso, os chineses dois aprendem de existência verdadeira Drake e começa a treiná-lo para usar suas habilidades de dragão, incluindo cuspidores de fogo, voo, usando sua cauda, garras e dentes, e exalar um hálito de gelo, a última das quais é uma habilidade rara que alguns dragões conseguiram dominar. Antes deste tempo de ensino, Geoff descobre que o neto chinês é a princesa da China no disfarce, que revela que os dragões, uma vez instigado a humanidade até que um dragão do mal chamado Griffin traiu os dragões e matou seres humanos. Temendo que todos os dragões eram semelhantes com Griffin, o imperador chinês ordenou a morte de todos os dragões no país, de modo que Drake é o último dragão do mundo.
Posteriormente, a cidadãos chineses são levados sob prisão para o castelo e Geoff é feito um cavaleiro de sua amizade com Drake. Ozric leva-los para a batalha de um grupo de rebeldes, onde uma luta envolve, durante o qual Ozric finge um golpe fatal e pede Drake dar-lhe seu coração. Antes que ele possa entregá-lo, Geoff percebe que a tentativa é um truque e comícios Drake em uma fuga (durante o qual Drake seus mestres cuspidores de fogo habilidades pela primeira vez, os esforços anteriores, resultando em fogo saindo pelo lado errado). No castelo, quando Ozric reconhece uma caixa familiar, Mestre Kwan (os chineses mais velhos) reconhece a verdadeira identidade Ozric e ordena o amuleto para o fogo. Ozric apaga o fogo, abre a caixa e encontra o seu coração perdido. Ele então atira uma faca em Liann (companheiro Mestre Kwan) em vingança pela morte de seu antepassado dos dragões, só para Kwan para interceptar a lâmina.
Geoff e Drake chegar, e como o cometa vem na vista, Ozric é revelada a ser Griffin, cujo coração foi cortado pelo imperador e que Liann ter com ela para protegê-lo. Quando o seu coração é restaurado, ele retoma a sua forma de dragão e pede Drake para acompanhá-lo na conquista da humanidade, mas Drake, lembrando como Griffin teria lhe custou a alma se Geoff não tivesse intervindo, se recusa e uma luta começa. Drake ganha usando sua respiração de gelo em Griffin, congelando-o em pleno voo e deixá-lo bater e quebrar. Geoff é ferido por um pedaço de gelo apresentada em seu coração, assim Drake oferece um pedaço de sua autoria, no processo de garantir o seu lugar na constelação Draco. No final, um off-screen idosos Mansel afirma que o código antigo foi restaurado e voltou para sua Liann deveres reais por um tempo, enquanto que Mansell foi premiado com a tutela de pergaminhos irmão Gilbert. Uma vida de oração e devoção era a sua, embora notas Mansell que é mais silencioso do que ele se lembra, enquanto Geoff e Drake são unidas como "irmãos", Mansell refletindo que eles têm descoberto a cada elo familiar que era tudo que eles sempre realmente queria.

## Elenco
| Papel                                    | Ator Original         | Dublagem Brasil |
| ---------------------------------------- | --------------------- | --------------- |
| Geoff                                    | Christopher Masterson |                 |
| Drake (voz)                              | Robby Benson          | Hermes Baroli   |
| Senhor Osric de Crossley / Griffin (voz) | Harry Van Gorkum      |                 |
| Lian                                     | Rona Figueroa         |                 |
| Mansel                                   | Matt Hickey           |                 |
| Roland                                   | Tom Burke             |                 |
| Mestre Kwan                              | Henry O               |                 |
| Frei Pedro                               | John Woodnutt         |                 |